# Trichogramma rojasi
Trichogramma rojasi är en stekelart som beskrevs av Nagaraja och Nagarkatti 1973. Trichogramma rojasi ingår i släktet Trichogramma och familjen hårstrimsteklar.
Artens utbredningsområde är:
- Kuba.
- Peru.

Inga underarter finns listade i Catalogue of Life.